# Clogh
Clogh (iriska: An Chloch) är en ort i republiken Irland.   Den ligger i grevskapet Kilkenny och provinsen Leinster, i den centrala delen av landet, 80 km sydväst om huvudstaden Dublin. Clogh ligger 140 meter över havet och antalet invånare är 358.